# Sărămaș
Sărămaș – wieś w Rumunii, w okręgu Covasna, w gminie Barcani. W 2011 roku liczyła 660 mieszkańców.